# Distrito de Mpigi

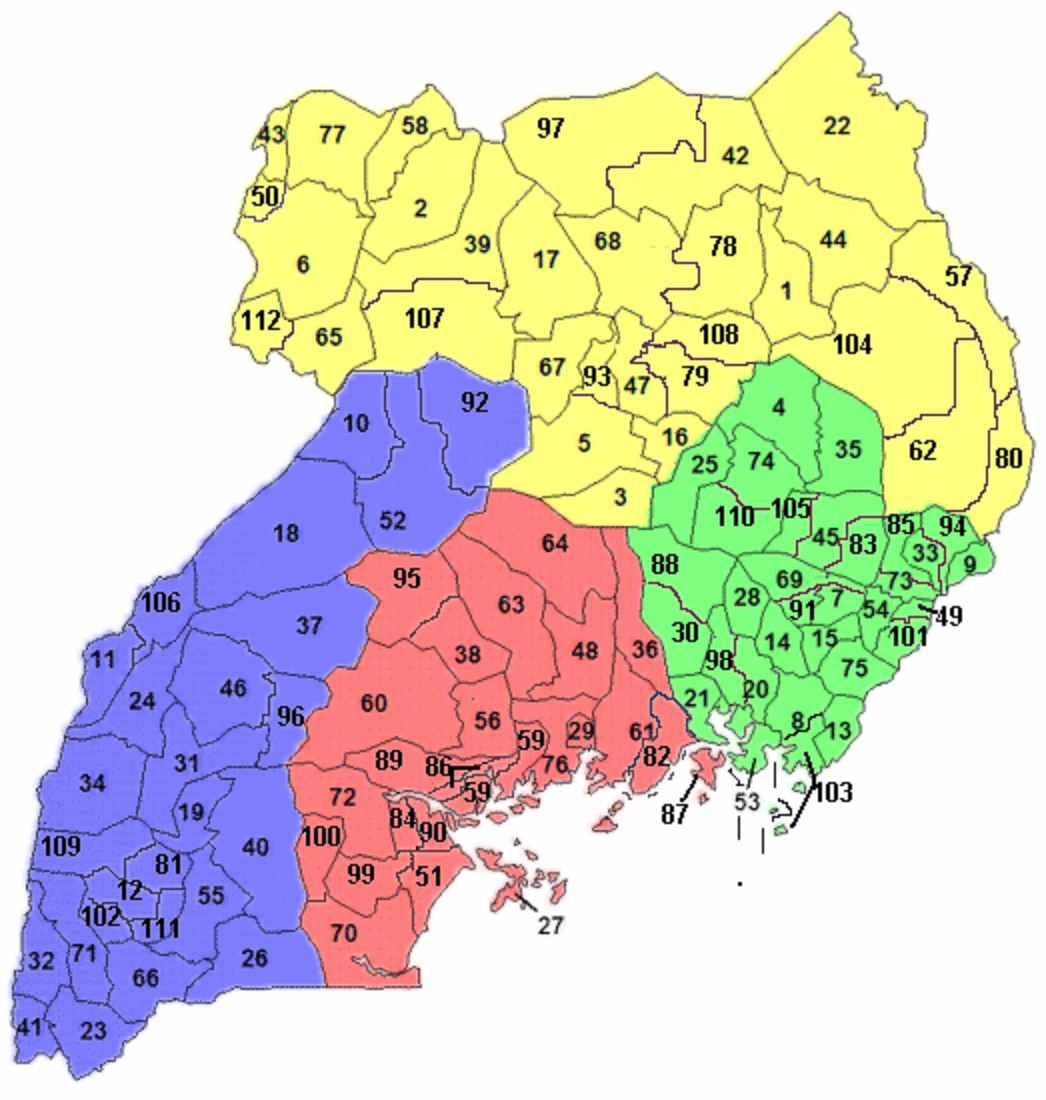
El distrito tratado en este artículo se encuentra en este mapa con el número 59.

Mpigi es un distrito ubicado en Uganda central. Según el censo de 2014, tiene una población de       250 548 habitantes.
Como la mayoría de los otros distritos de Uganda, recibe el nombre de su «ciudad principal», Mpigi.
La ciudad de Mpigi está situada aproximadamente a 35 km al oeste de la capital de Uganda, Kampala. La ciudad es conocida por la fabricación de tambores, tales como el djembé. Todos los tambores de aquí son hechos a mano.
Mpigi es sobre todo un distrito rural. Solamente el 8.4% de su población vive en áreas urbanas.